# Georg Forster (Politiker)

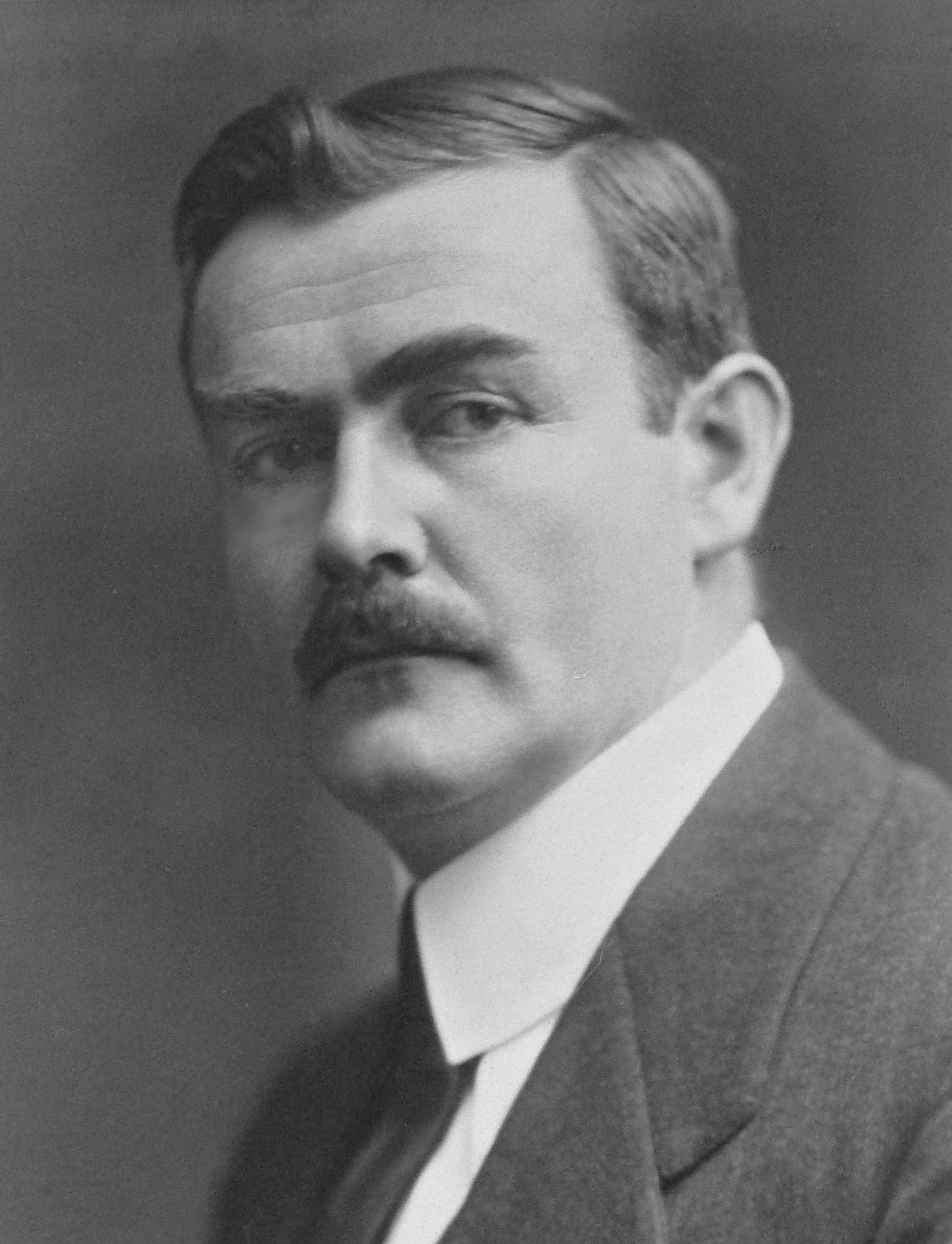
Georg Eugen Forster, Zürich 1920

Georg Forster (* 1. Juli 1881 in Bern; † 31. Oktober 1945 in Zürich), heimatberechtigt in Zürich und Ermatingen, war ein Schweizer Schullehrer, Nationalökonom und Politiker (SP).

## Leben

### Familie
Georg Forsters Eltern verarmten noch in seiner Kindheit aufgrund einer Bürgschaft. Er war der Sohn des Apothekers Engelbert Forster (* 1848). In erster Ehe war er mit Ida Elise Traber verheiratet. In zweiter Ehe heiratete er 1917 die Primarlehrerin Ida Keller; das Paar wohnte in Zürich und hatte einen Sohn.

### Werdegang
Als Jugendlicher arbeitete Georg Forster als Packer und Magaziner. Er besuchte danach die Sekundarschule, bevor er von 1899 bis 1903 am Lehrerseminar Küsnacht (siehe Kantonsschule Küsnacht) zum Lehrer ausgebildet wurde.
Von 1903 bis 1926 war er als Primarlehrer im Kanton Zürich tätig, unter anderem in Nänikon und in Altstetten, ab 1915 in der Stadt Zürich.
Er studierte von 1920 bis 1926 Nationalökonomie und war anschliessend bis Juni 1945 als Sekretär bei der Zürcher Kantonalbank angestellt, wo er die Pensionskasse verwaltete.

### Politisches Wirken
Georg Forster war Mitglied der Sozialdemokratischen Partei und von 1918 bis 1919 Präsident der SP des Kantons Zürich. Von 1918 bis 1919 sass er im Großen Stadtrat von Zürich (siehe Gemeinderat Stadt Zürich).
Von 1914 bis zu seinem Rücktritt 1926 war er Zürcher Kantonsrat und übte dort ab 1917 das Amt des Fraktionspräsidenten aus; in dieser Zeit war er vom 1. Dezember 1919 bis zum 3. Dezember 1922 auch im Nationalrat.
1920 wurde er durch den Kantonsrat zum Bankrat der Zürcher Kantonalbank gewählt und blieb dies bis 1926.
Während des Landesstreiks 1918 vertrat er nachdrücklich die Anliegen der Arbeiterschaft.